# Мартен, Жан Блэз
Жан Блэз Мартен (фр. Jean-Blaise Martin; 24 февраля 1768, Париж — 28 октября 1837, Тернан, департамент Рона) — французский музыкант и оперный певец (баритон), чей голос стал нарицательным во французском языке для высокого баритона, близкого к тенору (фр. baryton Martin).

## Биография
Родился в семье художников, осиротев, был принят его дядей. С семилетнего возраста начал учиться музыке, пел в детском хоре. Родственник выбрал для него ремесло ювелира, однако затем, уже учась в колледже д'Аркура, мальчик начал втайне от опекуна заниматься игрой на скрипке и через некоторое время был принят скрипачом в оркестр Театра Месье.
По достижении девятнадцатилетия у него развился сильный баритон. Вокальный талант Мартен стал развивать благодаря совету Анри Бертона. Выступая с исполнением итальянских арий на частных концертах в особняке Буйона, он был замечен композитором и дирижёром Джованни Баттиста Виотти, который открыл ему дорогу на сцену, однако его влияния не хватило для продвижения Мартена на сцену Большой Оперы.
Дебют Мартена состоялся в 1789 году в Театре Месье в опере Джованни Паизиелло «Маркиз Тюльпан». Коньком певца стали партии хитрых и шутливых слуг, очень модные на тогдашней сцене. С 1794 года Мартен пел в Театре Фавар (преобразованном в 1801 году в Опера-Комик), где стал любимцем публики и музыкантов наряду с Пьер-Жаном Гара и Жаном Эльвью. В 1796 году на сцене Опера-Комик была представлена собственная опера Мартена «Морские птицы» (фр. Les Oiseaux de mer), встретившая смешанные отзывы. 
Около 1820 года качество голоса Мартена стало ухудшаться, и хотя его выступления по-прежнему пользовались успехом, но встречали и резкую критику, особенно со стороны Гектора Берлиоза. В 1823 году Мартен оставил сцену, вернувшись лишь ненадолго в 1833 году, когда Опера-Комик оказалась в затруднительном финансовом положении и Фроманталь Галеви специально для Мартена написал одноактную комическую оперу «Воспоминания Лафлёра» (фр. Les souvenirs de Lafleur); опера была представлена 12 раз. В 1816—1818 и 1827—1832 годах Мартен преподавал вокал в Парижской консерватории.
В 1836 году, потрясённый смертью одной из дочерей и удручённый желудочной болезнью, Мартен удалился в провинцию погостить к своему другу Эльвью и спустя месяц умер. Его тело было перевезено в Париж и предано земле на кладбище Пер-Лашез.